# Maščevje
Máščevje, maščobno tkivo ali adipozno tkivo je oblika veziva, njegovi glavni gradniki pa so maščobne celice oziroma adipociti. Vsebuje tudi stromalno vaskularno frakcijo (SVF – angl. Stromal Vascular Fraction) − gre za 
heterogeno populacijo celic (endotelijske celice, gladkomišične celice, periciti, levkociti, preadipociti, multipotentne mezenhimske matične celice). Poglavitna vloga maščevja je skladiščenje energije v obliki lipidov, daje pa tudi toplotno izolacijo telesu ter ščiti organe, ki jih obdaja.
V preteklosti je maščevje veljalo za hormonsko inertno tkivo, novejša dognanja pa kažejo, da predstavlja pomemben endokrini organ. Proizvaja namreč hormone, kot so leptin, estrogen in rezistin, ter citokine (zlasti TNFα). Pri debelosti je maščevje vpleteno v kronično izločanje provnetnih označevalcev, ki se imenujejo adipokini in so odgovorni za nastanek presnovnega sindroma.
Maščevje nastaja iz preadipocitov; podatki kažejo, da tvorbo maščevja uravnava gen WDTC1. Obstajata dve vrsti maščevja: belo maščevje, ki skladišči energijo, in rjavo maščevje, ki proizvaja toploto. Maščevje (natančneje rjavo maščevje) je prvi opredelil švicarski prirodoslovec Conrad Gessner leta 1551.
Pri zdravem odraslem posamezniku predstavlja maščevje 10–35 % telesne mase, odvisno od starosti in spola. Ima ključno vlogo za zdravje, prevelike (debelost) ali premajhne količine telesnega maščevja pa predstavljajo zdravstvene težave.

## Anatomske značilnosti
Razlikujemo med belim in rjavim maščobnim tkivom, ki se med seboj razlikujeta po funkciji in lokalizaciji.  Zaradi plastičnosti se belo maščobno tkivo lahko pretvori v rjavo maščevje in obratno. Ob dolgotrajnejši izpostavljenosti mrazu se nekaj belega maščevja namreč pretvori v rjavega zaradi potrebe po povečani termogenezi, v obesogenem okolju pa se nekaj rjavega maščevja spremeni v belo maščevje zaradi povečane potrebe po shranjevanju maščobnih zalog. Tako nekateri viri govorijo še o tretji vrsti, rjavkastem (bež) maščevju, ki nastane pod vplivom mraza in ga gradijo adipociti z lastnostmi tako adipocitov belega maščevja kot adipociti rjavega maščevja in ki je prav tako vključeno v termogenezo. Nadalje obstaja maščevje kostnega mozga, ki so ga opisovali kot vrsto tkiva z lastnostmi belega in rjavega maščevja, novejše raziskave pa kažejo, da gre za svojstven maščobni razdelek, ki se razlikuje od belega on rjavega maščevja.
Pri človeku se maščevje tako nahaja v koži pod usnjico (podkožje ali podkožno maščevje), ob notranjih organih (visceralno ali drobovno maščevje), v kostnem mozgu (rumeni kostni mozeg), intermuskularno (v mišičju) in v tkivu dojke. Predele telesa, kjer se skladišči maščevje, imenujemo depoji maščobe (maščobni razdelki). Glavnino maščevja predstavljajo maščobne celice ali adipociti, ostale prisotne celice pa imenujemo s skupnim izrazom stromalna vaskularna frakcija (SVF) celic. SVF zajema preadipocite, fibroblaste, makrofage (vrsta levkocitov oziroma belih krvničk), endotelijske celice, gladkomišične celice, pericite in multipotentne mezenhimske matične celice.

### Belo maščevje
Belo maščevje se nahaja:
- v podkožnem razdelku, ki ga delimo na povrhnje in globoko maščobno tkivo ter
- v notranjem maščobnnem razdelku, ki se deli na intratorakalno (perkardialno) in visceralno (trebušno) tkivo
  - visceralno maščevje se deli na intraperitonealno (v potrebušnični votlini) in ekstraperitonealno (zunaj potrebušnične votline).

Belo (univakuolarno) maščevje predstavlja večino maščobnega tkiva v telesu. Sestavljajo ga številne, velike maščobne celice, ki so pri zrelem tkivu izpolnjene z eno sámo kapljo (vakuolo) nevtralne maščobe, jedro pa je potisnjeno ob rob citoplazme.  Vsebujejo le malo celičnih organelov. V belem maščevju se nahajajo tudi druge celice, ki spadajo v tako imenovano stromalno vaskularno frakcijo.
Če maščobne celice belega maščevja izoliramo, so okrogle oblike, velike med 50 in 150 mm. V klasičnih HE preparatih je v citoplazmi vidna ena sama prazna vakuola, ker alkoholi, ki jih se uporabijo za izdelavo histoloških preparatov, maščobo v vakuoli raztopijo. Med maščobnimi celicami je mrežje retikulinskih vlaken, med katerimi so številne kapilare. Maščevje je zelo dobro prekrvljeno in vsaka maščobna celica naj bi bila v stiku z vsaj eno kapilaro.

### Rjavo maščevje
Rjavo maščevje se nahaja ob arterijah (aorta, karotidne arterije, venčne arterije), v vratu, interskapularno (med lopaticama) in supraklavikularno (nad ključnicama), v pazdušni kotanji, v trebušni steni, dimljah in mišicah.
Rjavo (plurivakuolarno) maščevje je prisotno zlasti pri otrocih, z odraščanjem pa se njegova količina manjša. Maščobne celice rjavega maščevja so manjše in imajo zapletenejšo zgradbo kot tiste v belem maščevju. Vsebujejo več maščobnih kapljic različnih velikosti ter številne organele. Ti organeli, in sicer mitohondriji, omogočajo tvorbo toplote v rjavem maščevju. Rjavo barvo rjavemu maščevju daje železo, ki ga vsebujejo mitohondriji. Celična jedra se nahajajo centralno v maščobnih celicah. Nekoč je veljalo, da je rjavo maščevje značilno le za majhne otroke, novejša dognanja pa kažejo, da so maščobne celice rjavega (in rjavkastega) maščevja bolj prisotna tudi pri odraslih, kot so sprva domnevali.

## Fiziologija

### Belo maščevje
Belo maščevje predstavlja največjo zalogo energije, kjer se trigliceridi v obdobju stradanja pretvorijo v maščobne kisline. Med stradanjem se iz maščevja sproščajo maščobne kisline in glicerol, ki so visokoenergetske molekule in zagotavljajo vir energije.
V preteklosti je maščevje veljalo za hormonsko inertno tkivo, novejša dognanja pa kažejo, da predstavlja pomemben oziroma največji endokrini organ. Izloča namreč številne beljakovine, ki imajo pomembno fiziološko oziroma patofiziološko vlogo. Ocenjujejo, da se v maščobnem tkivu tvori preko 100 faktorjev, ki delujejo avtokrino, parakrino in endokrino. Njihova sinteza ne poteka samo v maščobnih celicah, temveč tudi v makrofagih, v prekurzorjih adipocitov (preadipocitih) in endotelijskih celicah.
Poleg tega sodeluje sodeluje pri oblikovanju telesa ter zapolnjuje prostor med organi ter tako vzdržuje organe v pravi poziciji.

### Rjavo maščevje
Rjavo maščevje je ključno za uravnavanje termogeneze. Je ključno za ohranjanje ustrezne temperature telesnega jedra. Zdi se, da je pri človeku rjavo maščevje pomembno predvsem v prvih mesecih življenja, ko proizvaja toploto, kasneje pa se njegova količina zmanjša. Nastajanje toplote v rjavem maščevju je nadzorovana z vnosom hrane, izpostavljenostjo mrazu, simpatičnim živčevjem (zlasti noradrenalin aktivira adipocite rjavega maščevja) in hormonom irisinom, ki se sprošča iz mišic.